# Verzehrsprotokollmethode
Verzehrsprotokollmethoden dienen der direkten Verzehrsdokumentation, bei der die verzehrten Nahrungsmittel und Mengen in Verzehrsprotokollen fortlaufend über einen festgelegten Zeitraum protokolliert werden. Bei den Verzehrsprotokollmethoden (food record methods) wird zwischen Wiege- und Schätzprotokollmethoden unterschieden. Sie dienen der Ernährungsanamnese.

## Erhebungsformen
Bei der direkten Methode unterscheidet man zwischen der prospektiven und der retrospektiven Methode. Mit der prospektiven Methode erfasst man in Verzehrsprotokollheften den laufenden Verzehr von Nahrungsmitteln. Mit retrospektiven Methoden beschreibt man Ernährungsgewohnheiten aus der Vergangenheit, z. B. vom vorangegangenen Tag, der letzten Woche oder des letzten Monats. Sie werden mit Hilfe von Verzehrshäufigkeitsfragebögen oder 24-Stunden-Erinnerungsprotokollen erhoben.

## Erhebungsprobleme
Die Verzehrsdokumentation setzt die kooperative Teilnahme der Probanden voraus. Ausschlaggebend für die Kooperationsbereitschaft sind bei den meisten Probanden die Höhe des Zeitaufwands und die Arbeitsbelastung der Dokumentation.
Protokollieren die Probanden die verzehrten Lebensmittel über einen längeren Zeitraum, kann das dazu führen, dass Probanden ihren gewohnten Lebensmittelverzehr unbewusst oder bewusst verändern. Es gilt, je länger die Erhebung, desto stärker die Veränderung. In diesem Fall essen Probanden situationsbedingt weniger oder sie vergessen oder notieren nicht alle verzehrten Lebensmittel. Um die Verzehrsgewohnheiten zu beschreiben, wird häufig ein Verzehrsprotokoll über sieben Tage durchgeführt. Das Protokoll sollte dabei Werktage und Wochenendtage enthalten, da sich die Ernährungsgewohnheiten unter der Woche oftmals von denen an Wochenenden unterscheiden.
Will man Ernährungsgewohnheiten einer Gruppe (Stichprobe) erheben, sollte die Protokolle der Probanden an unterschiedlichen Wochentagen beginnen. Damit kann man verhindern, dass veränderte Verzehrsangaben, die Beschreibung von Essgewohnheiten einer Gruppe verfälschen, weil der Verzehr erfahrungsgemäß an den letzten Tagen nicht exakt protokolliert wird.

### Qualitätsprobleme
Informationen aus Ernährungsprotokollen können durch Probleme während der Erhebungsphase zu verschiedenen Fehlschlüssen führen, die das Bild der erhobenen Ernährungsgewohnheiten verfälschen.

### Mangelnde Kooperation
Zu geringe Kooperationsbereitschaft kann das Bild der Ernährungsgewohnheiten verfälscht werden. Sinkt innerhalb einer Stichprobe die Kooperationsbereitschaft überdurchschnittlich, lässt sich das Ergebnis der Stichprobe nicht mehr auf die Grundgesamtheit der zu untersuchenden Gruppe übertragen. Das Ergebnis ist nicht mehr repräsentativ.

### Veränderte Verzehrsgewohnheiten
Ebenso wirken Veränderung beim Protokollieren der Verzehrsgewohnheiten. Durch unbewusstes oder bewusstes Verändern der Verzehrsmengen oder der verzehrten Lebensmittel kommt es zu einer Verzerrung der Stichprobe. Diese unbewussten oder bewussten Veränderungen in den Protokollen kommen hauptsächlich durch eine Unterschätzung der tatsächlich verzehrten Lebensmittelmenge zustande.

### Lange und kurze Protokollphasen
Die Dauer der Protokollphase kann die Ernährungsgewohnheiten verändern. Lange Protokollphasen zeigen dabei eine niedrigere Variation im durchschnittlichen Lebensmittelverzehr als kürzere, weil Tage mit einem zufällig höheren Lebensmittelverzehr, Tage mit einem niedrigen Lebensmittelverzehr ausgleichen. Kürze Protokollphasen hingegen führen zu höheren Variationen. Das bedeutet, zufällig größere oder kleinere Verzehrsmengen bestimmter Lebensmittel beeinflussen das Bild der Ernährungsgewohnheiten und führen in der Beurteilung zu Überschätzungen.

## Prospektive direkte Methode
Bei der prospektiv direkten Methode werden zur Ernährungserhebung häufig Wiegeprotokolle und Schätzprotokolle oder eine Mischform aus beiden eingesetzt. Eine dritte Methode, die Doppelportionstechnik, bei der Mahlzeiten im Labor nach Nährstoffen analysiert werden, wird nur zu wissenschaftlichen und experimentellen Untersuchungen angewandt. Sie wird nachfolgend nicht näher erläutert.

### Wiegeprotokoll
Beim Wiegeprotokoll werden alle Lebensmittel vor dem Verzehr abgewogen (in Gramm). Essensreste werden ebenfalls gewogen. Das Abwiegen führt i. d. R. nicht der Proband, sondern geschultes Untersuchungspersonal durch. Dadurch gewährleistet man die Protokollierung der tatsächlichen Verzehrsmenge.
Mit dem Wiegeprotokoll will man sehr genaue Daten erheben. Das Untersuchungspersonal muss geschult sein und die Probanden müssen genau angeleitet werden. Die Belastung der Untersuchung ist deshalb allgemein sehr hoch, ebenso wie der personelle Aufwand, wodurch auch der finanzielle Aufwand hoch ist. Durch die hohe Belastung der Probanden muss mit hohen Ausfallquoten gerechnet werden. Deshalb bleiben häufig eher ernährungs- und gesundheitsaffine Probanden in der Untersuchungsgruppe. Dadurch leidet die Repräsentativität der Untersuchung.
Ein weiteres Problem stellt das angebotene Essen dar. Durch das ständige Wiegen werden häufig nur einfach zuzubereitende Speisen verzehrt. Gleichzeitig beeinflusst die ständige Anwesenheit des Untersuchungspersonals häufig die Ernährungsgewohnheiten der Probanden. Ebenfalls ist es schwierig, den Außer-Haus-Verzehr zu erfassen.
Fazit: Wiegeprotokolle allein sind für repräsentative Erhebungen ungeeignet. Sie werden oft über einen kurzen Zeitraum eingesetzt und sind am besten für kleine Gruppen in klinische oder experimentelle Studien mit hoch motivierten Studienteilnehmern geeignet.

### Schätzprotokoll
Ähnlich wie Wiegeprotokolle erfassen Schätzprotokolle den Verzehr von Lebensmitteln über einen definierten Zeitraum. Die Verzehrsmengen werden aber nicht gewogen, sondern von den Probanden geschätzt. Zum Protokollieren dienen ihnen haushaltsübliche Maße, wie Tasse, Esslöffel, Teller u. a.; darin werden die Untersuchungsteilnehmer vor Untersuchungsbeginn von geschultem Untersuchungspersonal eingewiesen. Aber auch während der Erhebungsphase sollte man die Probanden betreuen und kontrollieren. Es unterstützt eine vollständige und zuverlässige Protokollführung.
Von den Probanden fordern Schätzprotokolle wie Wiegeprotokolle ein hohes Maß an Kooperationswillen. Sie müssen darauf achten, direkt nach den Mahlzeiten zu protokollieren, dabei alle verzehrten Lebensmittel zu erfassen und während der Erhebungsphase Ernährungsgewohnheiten beizubehalten. Nach der Erhebung erfasst das Untersuchungspersonal die protokollierten Lebensmittel mit Hilfe von Computerprogrammen. Zur Berechnung der Nährstoffaufnahme (Nährwertanalyse) dient dann häufig eine Nährstoffdatenbank, wie der Bundeslebensmittelschlüssel (BLS).
Fazit: Schätzprotokolle werden i. d. R. von Probanden selbst geführt. Man muss die Probanden vor der Erhebung auf die Protokollführung schulen und sie auch während der Erhebungsphase anleiten und kontrollieren.
Mit den Schätzprotokollen kann man den Lebensmittelverzehr großer Bevölkerungsgruppen erfassen und anhand der Stichproben repräsentative Daten erheben. Schätzprotokolle werden aber auch zur Ernährungsanamnese von Einzelpersonen eingesetzt, z. B. in der Ernährungsberatung. Auch dafür stehen leistungsfähige Analyseprogramme zur Verfügung.

## Retrospektive direkte Methode
Bei der retrospektiven Methode erhebt man Ernährungsinformationen zum Verzehr im Abstand von mehreren Stunden, Tagen oder Monaten nach der Mahlzeit. Mit der Wahl dieser Erhebungsmethoden verfolgt man primär das Ziel, Informationen über die Wahl und den Konsum von Lebensmittel zu sammeln. Portionsgrößen können zusätzlich abgefragt werden.

### 24-Stunden-Erinnerungsprotokoll
Im 24-Stunden-Ernährungsprotokoll stellt ein geschulter Interviewer die Fragen nach der Art und der Menge der am Vortag verzehrten Lebensmittel. Der Interviewer bedient sich dazu eines strukturierten Interviews. Die Mengenangaben werden nach haushaltsüblichen Maßen geschätzt. Die Belastung für den Probanden ist dabei gering. Die Ernährungsgewohnheiten werden nicht beeinflusst und die Teilnahmebereitschaft ist höher als bei prospektiven Methoden.
Fazit: Ein 24-Stunden-Ernährungsprotokoll hat ein als gering einzuschätzendes Maß an Belastung für den Probanden. Der Informationsgehalt ist in hohem Maß von der Erinnerungsfähigkeit des Probanden abhängig. Die Verzehrsmengen werden darin von Vielessern oftmals unterschätzt und von Wenigessern eher überschätzt. Durch hohe Teilnehmerzahlen kann die Methode zur Erhebung repräsentativer Daten eingesetzt werden, z. B. das National Health and Nutrition Examination Survey (NHANES-II-Studie).

### Verzehrshäufigkeitsprotokoll
Im Verzehrshäufigkeitsfragebogen wird die Häufigkeit des Verzehrs bestimmter Lebensmittel durch geschulte Interviewer abgefragt. Der Fragebogen kann aber auch an die Probanden verschickt werden, die ihn dann selbst ausfüllen. Diese Methode dient umgekehrt in Form von Ernährungspyramiden als lebensmittelbasierendes Modell für Ernährungsempfehlungen. Es dient dazu den Lebensmittelkonsum über einen Zeitraum mehrerer Tage, Wochen oder Monate zu erheben. Das erfordert von den Teilnehmern ein gutes Erinnerungsvermögen. Es ist außerdem möglich, dass das Erinnerungsvermögen an vergangene Ernährungsgewohnheiten überproportional stark durch aktuelle Ernährungsgewohnheiten beeinflusst wird. Häufig wird die Nahrungsaufnahme dabei überschätzt Die Teilnehmerbelastung ist trotzdem auch bei dieser Befragungsmethode gering.
Fazit: Ein Verzehrshäufigkeitsfragebogen wird immer dann eingesetzt, wenn man Ernährungsgewohnheiten über einen längeren Zeitraum untersuchen möchte. Oftmals will man damit den Zusammenhang zwischen der Verzehrshäufigkeit und dem Auftreten bestimmter Erkrankungen untersuchen.